# Публий Клавдий Пульхр (претор)
Публий Клавдий Пульхр (лат. Publius Claudius Pulcher; I век до н. э.) — римский политический деятель из патрицианского рода Клавдиев. Принадлежал к окружению Марка Антония, прошёл cursus honorum до претуры включительно (даты неизвестны).

## Биография
Публий Клавдий принадлежал к одному из самых знатных и влиятельных патрицианских родов Рима, имевшему сабинское происхождение. Первым носителем когномена Пульхр стал его предок в шестом поколении консул 249 года до н. э., один из сыновей Аппия Клавдия Цека. Публий Клавдий был сыном известного политика-демагога Публия Клодия Пульхра от брака с Фульвией. Впервые он упоминается в источниках в год гибели его отца (52 год до н. э.) как совсем маленький мальчик; в 44 году до н. э., по словам Марка Антония и Цицерона, он был ещё ребёнком. В историографии отсюда делают вывод, что Публий Клавдий родился не ранее 60 года до н. э.
После гибели Публия Клодия Фульвия ещё дважды выходила замуж: сначала за Гая Скрибония Куриона (52 год до н. э.), а после его гибели в Африке — за Марка Антония (49 год до н. э.). Известно, что Пульхр-младший воспитывался в семье Антония и, когда повзрослел, остался в окружении этого политика, ставшего к концу 40-х годов одним из правителей Римской державы — наряду с Марком Эмилием Лепидом и Гаем Юлием Цезарем Октавианом (последний некоторое время был женат на сестре Пульхра).
Валерий Максим характеризует Пульхра как человека изнеженного, обладавшего вялым характером; Публий Клавдий влюбился в продажную женщину и рано умер позорной смертью. Несмотря на такие качества, Публий Клавдий занимал должности квестора, председателя суда и претора, а также был членом жреческой коллегии авгуров. Об этом сообщается только в одной надписи (ILS 882), и установить хронологические вехи карьеры Пульхра и дату его смерти невозможно. В историографии есть гипотеза, что Публий Клавдий занимал свои магистратуры при втором триумвирате, когда часто нарушался Закон Виллия, устанавливавший минимальный возраст для конкретных должностей: например, в 38 году до н. э. было 67 преторов, а среди квесторов был как минимум один несовершеннолетний. Согласно другому мнению, Пульхр дожил до Актийской войны, перешёл на сторону Октавиана и уже при нём (то есть после 31 года до н. э.) сделал политическую карьеру.

## Семья
Существует предположение, что в 43 году до н. э., при заключении второго триумвирата, Публия Клавдия женили на Клавдии Марцелле Старшей, племяннице Октавиана. От этого брака могла родиться упомянутая Тацитом Клавдия Пульхра, кузина Агриппины Старшей. Правда, существует и другая гипотеза о происхождении Клавдии Пульхры.
Есть мнение, что сыном Публия Клавдия мог быть Аппий Клавдий Пульхр, известный главным образом как любовник дочери Августа Юлии Старшей.